# Rosvita de Gandersheim
Rosvita de Gandersheim ou Roswita von Gandersheim (em alemão: Hrotsvit ou Roswitha; c. 935 - c. 1002) foi uma abadessa, escritora, conhecida como a primeira poetisa de origem germânica na Idade Média.
Ela foi um grande exemplo da literatura de fundamentação cristã em terras germânicas, sendo conhecida como a primeira poetisa de origem germânica, tendo escrito toda a sua obra em latim. O pouco que se sabe sobre sua vida provém do que a autora deixou registrado em sua obra. Nascida por volta de 935 e falecida por volta do ano 1000, era uma das poucas mulheres que, nesta época, se distinguiram pela cultura e refinamento. Por volta dos 23 anos, entrou para um convento beneditino em Gandersheim, que era um importante centro cultural, onde eram copiados livros antigos e tinha a proteção real, só aceitando noviças de ascendência nobre. Lá, foi aluna da abadessa Gerbig, que era sobrinha de Otto, o Grande, o patrono do convento. Por isso, acredita-se que Rosvita seja descendente da nobreza germânica, embora procurasse se retratar como uma mulher de grande humildade, uma “mulher obscura”, uma “freira pobre”, que “pela graça do Criador... adquiriu pouco conhecimento das Artes”. Rosvita se auto proclamava “a voz forte da abadia de Gandersheim”.

## Biografia
Roswita nasceu provavelmente por volta do ano 935, uma vez que, alguns anos depois, por volta de 959, quando Gerberga da Saxônia, filha do duque Henrique da Baviera e sobrinha do Imperador Otto I, foi eleita abadessa do mosteiro beneditino de Gandersheim - Leste da Saxônia. Ela também já era cônega (uma espécie de monja) desse mosteiro. Lá, sob a orientação de Rikkardis, que ela cita como grande mestra, e da abadessa Gerberga, Roswita recebeu uma boa educação, tendo lido os clássicos da Antiguidade, visto que, na época, a abadia de Gandersheim tinha uma grande biblioteca, o que lhe permitiu educar-se, atuar como educadora e tornar-se conhecida por sua produção literária, tanto no campo religioso como secular. E pertencer a um grupo de mulheres e monjas medievais detentoras do conhecimento, situação pouco comum na época. 

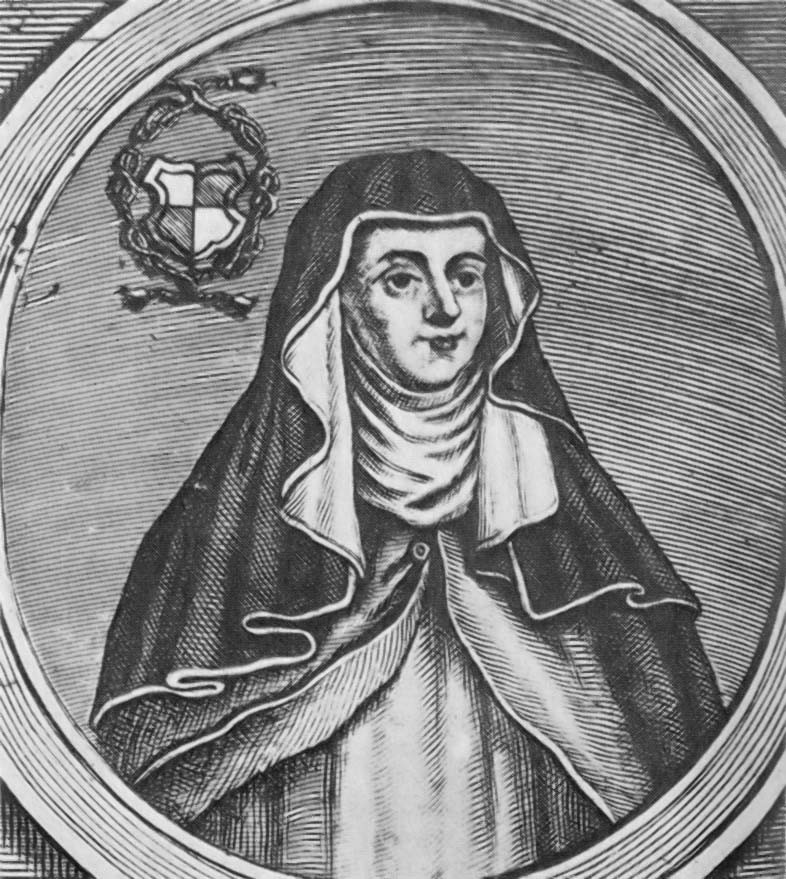
Hroswitha of Gandersheim

## Percurso
A primeira poetisa alemã Hrotsvit (Roswitha ou Rosvita, cujo nome vem do Althochdeutsch: Ruhmstarke - Hruod=Ruhm=”fama”, “glória” Swinths=stark=”forte”) cresceu durante o auge do século otoniano. Ela nasceu aproximadamente em 935 e descende de uma família nobre – provavelmente da nobreza saxã. Muito cedo – ainda no tempo do Imperador Henrique I – ingressou no mosteiro beneditino de Gandersheim, onde passou toda sua vida e viveu sob o título de canonisa (ou cônega). Filhas de famílias nobres frequentemente escolhiam este tipo alternativo de vida, para escapar de um casamento indesejável ou imposto. Depois que ela entregou sua vocação ao convento, pôde, sob a soberania da abadessa, receber o título de canonisa, o que significava, entre outras coisas, poder ter seus próprios patrimônios e suas próprias criadas. Para as jovens mulheres – entre as quais provavelmente Rosvita – havia um grande ideal, o de se tornar canonisa, que era a oportunidade de participar da luta a favor do cristianismo ou de manter uma boa condição social sem precisar se casar.
Ao lado de Quedlimburgo, Gandersheim era, no tempo de Rosvita, o mais importante convento real da Saxônia. Através do Imperador Otto I, Gandersheim ocupou uma alta posição, quando alcançou, por um decreto real, o título de principado independente, o que significava que todos os habitantes da cidade, exceto os criados, passaram a pertencer, por nascimento, à nobreza. A cidade passou a ter autonomia para cunhar moedas, realizar julgamentos, responder diretamente ao papa, sem intermédios e até ter seu próprio exército. Além disso, teria sido usado, inclusive, como palácio do imperador durante um ano. Em Gandersheim, a Imperatriz Theophanu trouxe ao mundo sua terceira filha, Matilde, e deixou guardado seu arquivo pessoal. O Imperador Oto obteve até um privilégio de proteção papal para o convento de Gandersheim, o qual restringia a autoridade do soberano da diocese, o Bispo de Hildesheim e assegurava às abadessas uma maior autonomia. 
A canonisa teve duas doutas mestras: Rikkardis e Gerbig, filha de Heinrich von Bayern e sobrinha do Imperador Oto I, que se tornou, em 959, abadessa do convento. Como professora, acompanhou Rosvita, leu com ela os clássicos da Antiguidade e incentivou a jovem poetisa. O poeta romano Terêncio tornou-se para Rosvita modelo e mestre. Com sua obra, Rosvita formou seu espírito, seu estilo e seu latim. Além disso, em Gandersheim, Rosvita tinha uma importante biblioteca à sua disposição. A poetisa criou trabalhos, os quais são marcados por uma profunda cultura clássica e uma formação formal.
Quando Rosvita morreu é desconhecido. Estima-se que tenha sido aproximadamente em 975. Ela é representada com suas roupas de canonisa, uma cruz, um livro e uma pena. Seu dia é comemorado em 5 de setembro.

## Obra
Os relatos de Rosvita apontam sempre para o esplendor no novo reino cristão e seu líder, tendo a poetisa uma profunda compreensão dos problemas do mundo e da alma humana. Sua obra inclui três tipos de trabalhos. Em latim, ela escreveu oito lendas, seis peças de teatro e dois épicos. Rosvita criou as lendas a partir das Escrituras Sagradas, dos Evangelhos apócrifos ou de histórias de vidas de santos. As peças de teatro foram escritas a partir do modelo do escritor romano Terêncio, que também escreveu seis peças. Eles tratam da vitória da fé e da pureza sobre o poder e a sedução. Trata-se de comédias morais: Gallicanus (Galicano), Dulcitius (Dulcício), Callimachus (Calímaco), Abraham, (Abraão), Paphnutius (Pafnúcio) e Sapientia (Sabedoria). Não se sabe se tais esboços dramáticos foram alguma vez representados, se ela os escreveu apenas como exercício literário, utilizado apenas para a distração de suas companheiras do convento ou se tiveram um público maior, com uma encenação propriamente dita. É possível que tenham sido realmente encenadas, mesmo as peças com papéis infantis, pois em sua época crianças eram mandadas para os conventos para serem educadas. Por exemplo, na peça Sapientia, na qual Rosvita tem a preocupação de escrever as falas de acordo com a idade das personagens, pois as crianças mais novas (as personagens infantis têm 8, 10 e 12 anos) recebiam menos falas, mais curtas e mais fáceis. Entretanto, essa ainda é uma questão sem resposta!
Rosvita admirava Terêncio no aspecto formal, mas os temas “indecentes” do poeta pagão, demasiado vãs e imorais para ela, levou a poetisa “reformular” a temática, como a própria Rosvita se pronuncia:
Muitas vezes enrubesci por ter de escrever a respeito da detestável loucura dos amores ilícitos e de inconvenientes colóquios amorosos, coisas às quais não devemos prestar atenção. Mas se, envergonhada, eu não tratasse desses assuntos, não conseguiria atingir meu objetivo, que é o de celebrar o louvor das almas inocentes. Na verdade, quanto maior parece a sedução dos amantes, tanto maior a glória do auxílio divino.
Ela coloca os vilões e espertalhões de Terêncio ao lado de sagradas virgens, mártires e piedosos eremitas, que contribuem para a sua edificação. Os protagonistas sempre ganham a disputa contra os bem aparentados pagãos ou a luta contra os vícios do mundo. Segundo a Enciclopédia Verbo Luso-Brasileira de Cultura,(Editorial Verbo, 2000) suas tentativas de criar dramas cristãos na Alemanha ficaram sem continuação até o humanismo.
Seus dois épicos tratam de temas históricos: o primeiro, Gesta Oddonis relata os atos de Otto I, que não é considerada uma das melhores obras de Rosvita, pois a autora carecia das ferramentas necessárias para escrever um poema épico convincente . O primeiro, Gesta Oddonis, vale como uma extraordinária pesquisa independente sobre a dinastia otoniana. O Primordia Coenobii Gandersheimensis, seu segundo épico, conta a história da fundação do convento de Gandersheim. Rosvita achava difícil para uma mulher compor, por causa da métrica. Ela esperava que a providência divina a ajudasse, mas quando foi encarregada de escrever os feitos de Otto, o Grande (os Gesta Oddonis), acabou por procurar a ajuda de sua mestra, a abadessa Gerbig. Ela confessa que durante muito tempo escreveu em segredo, chegando muitas vezes a destruir o trabalho feito.
A obra de Rosvita revela uma personalidade atraente, mas limitada por sua incapacidade de trabalhar sem a rigidez derivada dos métodos clássicos, que copiou de Terêncio. A “voz forte de Gandersheim”, como se auto-intitulava, tentou adotar novas ideias e sensibilidades a um modo de expressão mais antigo e mais rígido, mas seu esforço não teve êxito total e tampouco chegou a fazer-se famosa. Parece ter havido pouca influência sua durante a Idade Média, ainda que suas obras tenham sido copiadas, porém, sem serem atribuídas a ninguém.
O simbolismo também está presente na obra da canonisa. Em Dulcitius, por exemplo, Rosvita trabalha com o elemento do fogo, que é usado por Sisínio, sob ordens do imperador Diocleciano para matar Ágape e Quiônia. O fogo, aqui, pode representar o juízo de Deus, como também sua grandeza e a força da castidade. Em uma outra peça de Rosvita, Sapientia, os mártires passam por entre fogueiras e azeite ferventes e saem com seus corpos ilesos, mostrando a superioridade de sua fé em relação à de seus perseguidores Aqui também encontramos elementos ligados ao fogo e à dor e ao sofrimento físico. Os dois últimos estarão presentes em todas as histórias que têm como protagonistas santos tentados pelo Mal. 
Rosvita se inspira em vidas de santos e mártires da Igreja para compor suas peças. Em Paphnutius, temos a história da conversão da meretriz Taís. Essa foi a lenda que teve maior popularidade na Idade Média. Originalmente composta, talvez no século V, foi traduzida para o latim no século VI. Rosvita a dramatizou, juntamente com uma outra história, a de Maria, sobrinha de um eremita, que, ao ser seduzida por um homem, se torna meretriz e é resgatada da vida secular pelo eremita, em fins do século X. O modelo da mulher que leva à perdição diversos homens devido à sua beleza e que é convertida por um homem santo (em ambos os casos, um eremita) era bastante comum e exerciam grande influência, enquanto exemplo de tentação vencida. “As convertidas oferecem aos cristãos um exemplo de resgate através de uma penitência dura e contínua, que permite anular as culpas da vida passada”. 
Já no século XX, foram acrescentados 4 manuscritos à sua obra, reunida em uma ampla coleção copiada pouco depois de sua morte e descoberta em fins do século XV por um humanista alemão no convento de St. Emmeran, em Ratisbona, onde a abadessa, que era amiga de Rosvita, havia se educado.